# Strafverfolgung
Als Strafverfolgung bezeichnet man die staatlich geregelte Verfolgung und Bestrafung von angezeigten oder bekannt gewordenen Straftaten durch eine staatliche Instanz.

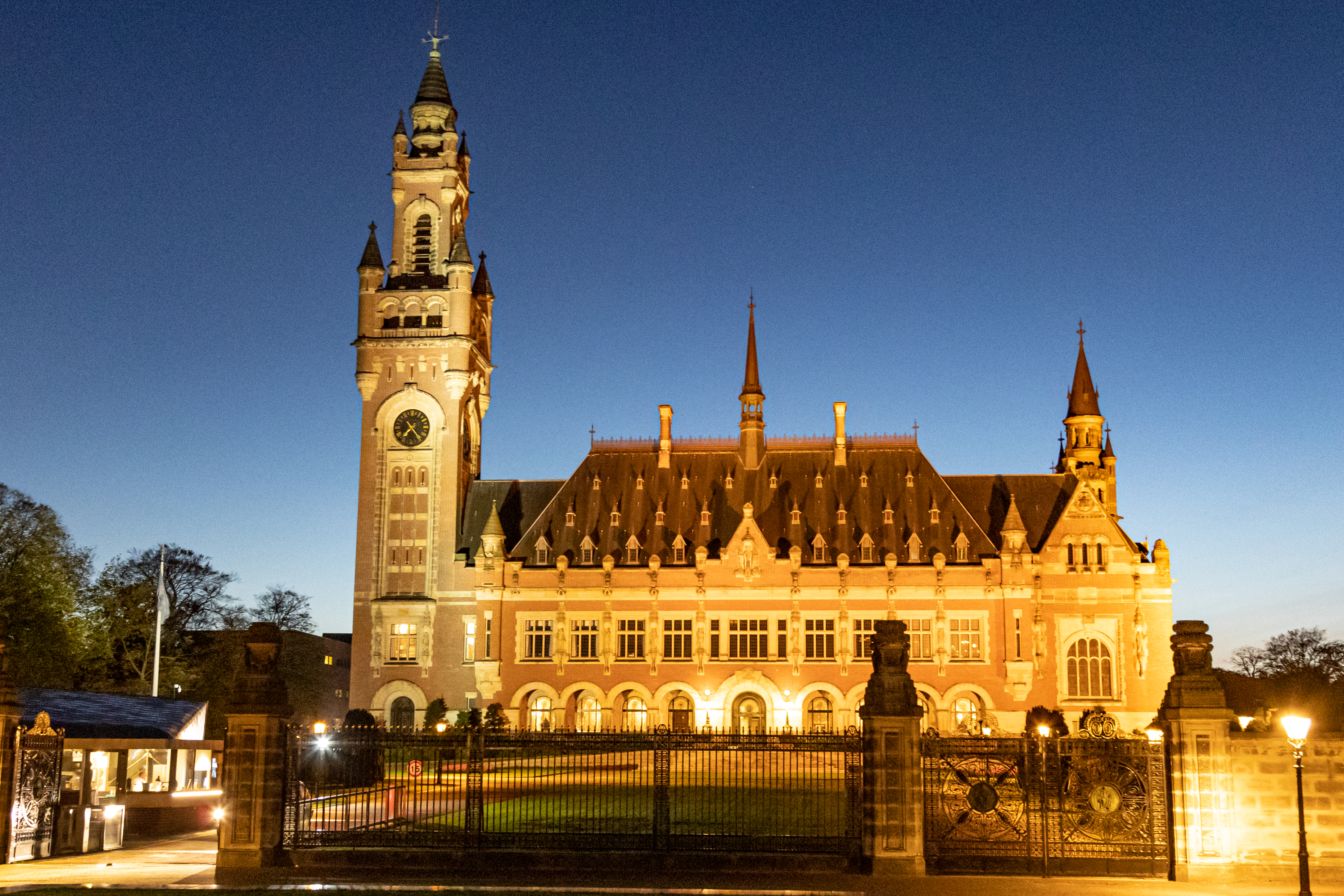
Der Internationale Gerichtshof
in Den Haag

Begangene Straftaten können dabei lokal (Amtsgericht), regional (Landgericht), national (Oberstes Gericht) oder international verfolgt werden.
Dabei ist der Internationale Gerichtshof ausschließlich für Verstößte gegen das Völkerrecht zuständig.

## Internationale Strafverfolgung
Wie strafrechtlich relevante Informationen innerhalb von Staaten ausgetauscht werden, hängt davon ab, ob ein Nationalstaat zentralistisch oder föderalistisch organisiert ist. Für den internationalen Austausch sowie die internationale Suche nach verdächtigten, beschuldigten, verurteilten oder flüchtigen Einzeltätern, sowie deren Auslieferung, wurden globale Regelwerke geschaffen.
Dabei ist die Strafverfolgung in Kriegs- und Krisengebieten, sowie in Staaten, die nicht international anerkannt sind und sogenannten „Rechtsfreien Räumen“ (wie z. B. dem Darknet) besonders schwierig.

### Auf europäischer Ebene
Die Organe der europaweiten Strafverfolgung beinhalten folgende Organe, mit den dazugehörigen Zuständigkeiten;
- Das europäische Polizeiamt Europol koordiniert Ermittlungsverfahren, nimmt an gemeinsamen Ermittlungsgruppen teil, fördert den Informationsaustausch innerhalb der EU und analysiert kriminalpolizeiliche Erkenntnisse[1].

- Eurojust, die Justizbehörde der Europäischen Union, verfolgt grenzüberschreitend schwere und organisierte Straftaten wie z. B. Terrorismus, Waffenhandel, Drogenhandel, Kinderpornographie und Geldwäsche[1].

- An der Europäischen Staatsanwaltschaft (EUStA) sind 24 EU-Mitgliedsstaaten beteiligt, die sich auf gemeinsame Rechtsgrundlage zur Verfolgung von Straftaten gegen die finanziellen Interessen der Union geeinigt haben. Hierzu zählen beispielsweise die Hinterziehung von Zöllen und Subventionsbetrug[1].

### Auf globaler Ebene
- Der Internationale Strafgerichtshof ist ausschließlich für Versößte gegen das Völkerrecht zuständig, d. h. für die vier folgenden Straftatbestände: Völkermord, Kriegsverbrechen, Verbrechen gegen die Menschlichkeit und Verbrechen der Aggression. Darüber hinaus wird dieser Gerichtshof nur tätig, wenn Staaten entweder nicht willens oder nicht in der Lage sind, eine der o. g. Straftaten selbst ernsthaft zu verfolgen.[2]

- Interpol ist eine international agierende kriminalpolizeiliche Organisation, und die zweitgrößte zwischenstaatliche Organisation nach den Nach den Vereinten Nationen. Für Interpol haben sich 195 Mitgliedstaaten zusammengeschlossen, die ein weltweites Netzwerk zur Kriminalitätsbekämpfung bilden. Jeder Staat ist durch seine eigene Institution vertreten, z. B. Deutschland durch das BKA, Frankreich durch die Police nationale, Australien durch die Australian Federal Police usw.[3]

Es gibt unterschiedliche Abteilungen, wie beispielsweise „Crimes against Children“, ein Teil von Interpol, der bei internationalen Verbrechen gegen Kinder tätig wird. Durch diese Form der Zusammenarbeit konnten Hinweise aus den USA dazu beitragen, dass 2020 beispielsweise ein Hinweis aus dem Darknet zur Lokalisierung und Befreiung eines im russischen Nischni Nowgorod entführten Siebenjährigen genutzt werden konnte.

## Situation in Deutschland

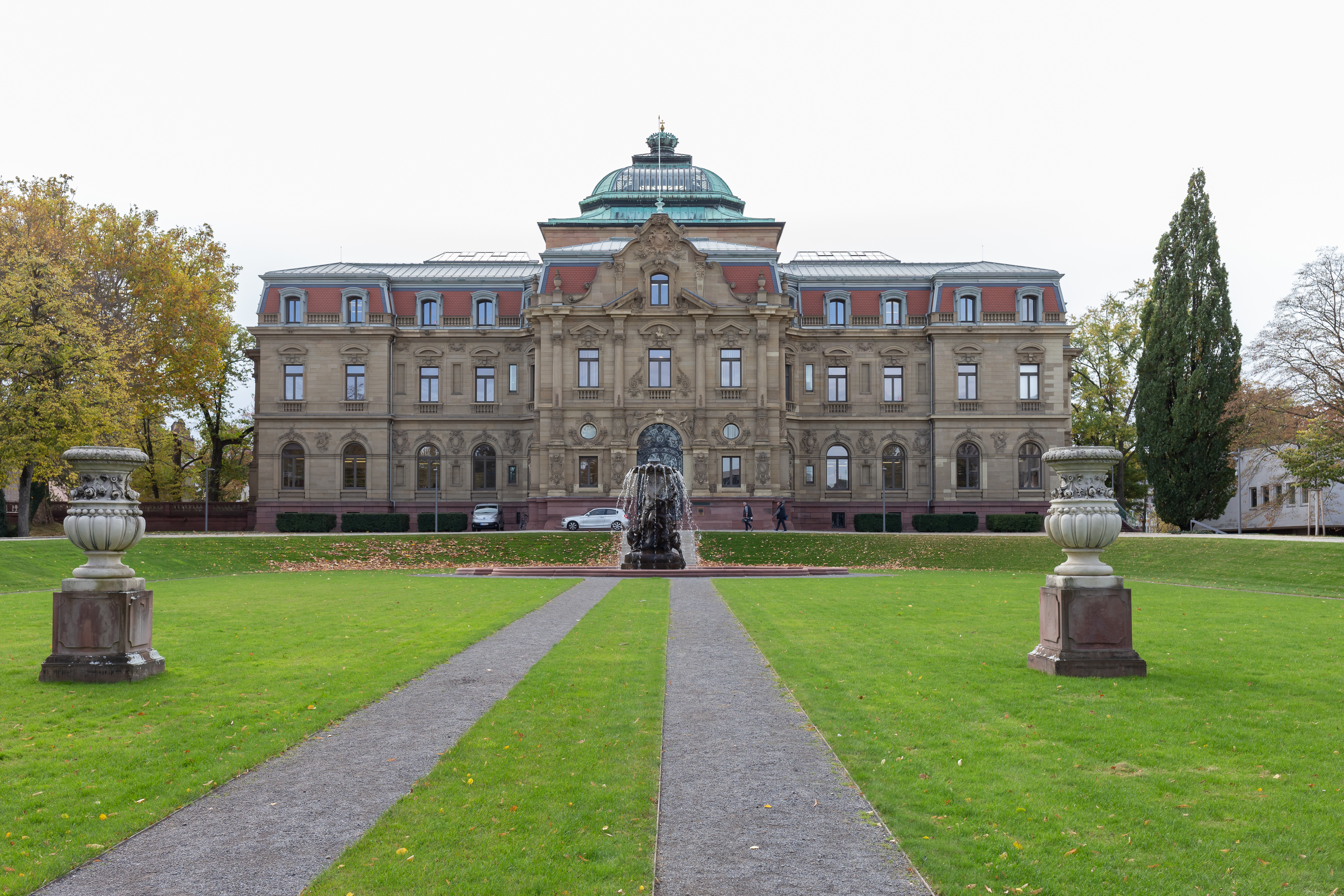
Der deutsche Bundesgerichtshof
in Karlsruhe

In Deutschland wird die Strafverfolgung zuvor durch die Strafverfolgungsbehörden wie beispielsweise die Staatsanwaltschaft und ihre Ermittlungspersonen während des Ermittlungsverfahrens durchgeführt.
Abschließend wird die Strafverfolgung durch Gerichte bewertet und erfährt hierbei ihren Abschluss im Gerichtsverfahren, sofern das Verfahren nicht eingestellt und Anklage gegen den Beschuldigten erhoben wurde.
Für diese Institutionen besteht das Monopol, Grundrechte eines Verdächtigen aufgrund eines Verdachtes zunächst zu beschränken. Es findet keine Vorverurteilung aufgrund einer Mutmaßung statt. Somit gilt bis zur rechtskräftigen Verurteilung die Maßgabe der Unschuldsvermutung. Hierbei sind rechtsstaatliche Prinzipien und geltendes Recht anzuwenden. Eine Verfolgung von Einzelnen oder von sozialen Gruppen durch Staatsorgane, die sich an die genannten Regeln hält, gilt weder als politische noch als religiöse Verfolgung.
Mit dem Rechtsstaatsgebot ist auch die Verpflichtung verbunden, das Ermittlungsverfahren in vertretbarer Kürze durchzuführen, um es entweder einzustellen oder Anklage zu erheben (vgl. Verhältnismäßigkeitsprinzip). Die Zuwiderhandlung gegen diese Prinzipien ist u. U. als Verfolgung Unschuldiger strafbar.
Die Strafverfolgung besteht hauptsächlich aus Ermittlungen. Der Strafanspruch des Staates wird nicht durch die speziellen Jedermann-Rechtfertigungsgründe der Nothilfe (§ 32 StGB) oder des Jedermann-Festnahmerechts (§ 127 Abs. 1 StPO) begrenzt. Die Nothilfe zugunsten des Staates darf überhaupt nur dann angewandt werden, wenn der Staat in seiner Funktionsfähigkeit beeinträchtigt wird und eine Hilfe nicht anders erreichbar ist. Das Jedermann-Festnahmerecht ist lediglich bei objektiv gegebenen Straftaten anwendbar und erfordert die unverzügliche Inanspruchnahme staatlicher Unterstützung.
Nach Anklageerhebung ist die Strafverfolgung allein den Gerichten durch Urteil, Einstellung gegen Geldbuße oder Verhängung von Auflagen oder durch Freispruch vorbehalten. Mit der Verurteilung beginnt die Strafvollstreckung.
Bundestagsabgeordnete besitzen eine Immunität gegen Strafverfolgung, diese kann jedoch durch den Bundestag aufgehoben werden.

### Ermittlungsverfahren
Die Strafverfolgungsbehörde handelt hierbei nach dem Legalitätsprinzip. Herrin des Verfahrens bei der Strafverfolgung ist die zuständige Staatsanwaltschaft. Die Polizei gehört ebenso zu den Strafverfolgungsbehörden (Vollzug der Aufgabe aus § 163 StPO) in Verbindung mit den entsprechenden Polizeiaufgabengesetz der jeweiligen Länder. Beide sind weisungsgebunden. Die Staatsanwaltschaft handelt gemäß Weisung des Dienstherrn. Die Polizei handelt als Strafverfolgungsbehörde gemäß Weisung der federführenden Staatsanwaltschaft, sofern die Staatsanwaltschaft eine Behörde eines Bundeslandes ist.
Im Ermittlungsverfahren gilt der Strafanspruch des Staates als Maxime für gesetzlich normierte Maßnahmen gegenüber dem Verdächtigen, Beschuldigten bzw. Angeschuldigten. Daraus folgt der Grundsatz, dass dem Anzeigeerstatter im Regelfall lediglich ein bloßes Reflexrecht zukommt. Allerdings gibt es Ausnahmen von diesem Grundsatz, zum Beispiel bei Straftaten von Amtsträgern. Liegt ein solcher Ausnahmefall vor, hat der Anzeigeerstatter einen Rechtsanspruch auf Strafverfolgung.

### Rechtsprechung
Es gibt eine tatsächliche Einschränkung der Strafverfolgung bei Rechtsbeugung (§ 339 StGB). Der Bundesgerichtshof hat nämlich eine Reihe von Grundsätzen entwickelt, die die Strafverfolgung im Fall von Rechtsbeugung einschränken. Auf dieser Grundlage hat es alle NS-Richter vom Vorwurf der Rechtsbeugung mit Nachwirkungen in die Gegenwart freigesprochen. Zu den Befürwortern einer Gesetzesreform der Rechtsbeugung zählen unter anderem Manfred Seebode und Günter Spendel, die bereits 1997 einen entsprechenden Vorschlag vorgelegt haben.